# Isophyllostreptus
Isophyllostreptus är ett släkte av mångfotingar. Isophyllostreptus ingår i familjen Spirostreptidae.
Kladogram enligt Catalogue of Life:
| Isophyllostreptus | \| \| Isophyllostreptus eyraudi \| \| \| \| \| \| Isophyllostreptus fangaroka \| \| \| \| |
|                   | \| \| Isophyllostreptus eyraudi \| \| \| \| \| \| Isophyllostreptus fangaroka \| \| \| \| |
|                   | Isophyllostreptus eyraudi                                                                 |
|                   |                                                                                           |
|                   | Isophyllostreptus fangaroka                                                               |
|                   |                                                                                           |